# Editorial Espinas
Editorial Espinas es una editorial española, fundada en 2021 por la filóloga Alicia de la Fuente (Madrid, 1990), centrada en la publicación de obras de autoras que fueron relegadas por un canon dominado por la literatura masculina.

## Historia
Según su ‘Manifiesto’, rescata las obras de “mujeres que se atrevieron, que desafiaron las imposiciones sociales, que emprendieron el tortuoso camino de expresar en letras sus opiniones, sus dudas, sus anhelos, el devenir del mundo; que trataron temas como la corrupción, la prostitución, la maternidad, la guerra, la violencia, la justicia y la política y que han sido borradas del relato”. Se dedica a “una labor de arqueología entre el silencio impuesto a estas obras, algunas descatalogadas, otras nunca traducidas y otras, simplemente, olvidadas”.
Espinas salió al mercado con dos libros: Dostoievski, mi marido, de la rusa Ana Grigorevna Dostoievskaia y Blanca Sol, de la peruana Mercedes Cabello de Carbonera. Dos textos que pasaron desapercibidos en su fecha de publicación original. El lanzamiento de la editorial busca cambiar el relato y feminizarlo.
En 2022 recuperó María Magdalena, publicada originalmente en 1880y considerada la primera novela española contra la prostitución escrita por una mujer: Matilde Cherner, que se vio obligada a firmar sus obras con el pseudónimo Rafael Luna.
En 2023 Espinas recibió el Premio Emprendedora del Ayuntamiento de Madrid en una convocatoria a la que podían presentarse mujeres de toda España.

## Publicaciones
- Dostoievski, mi marido (Ana Grigorevna Dostoievskaia, 2021)
- Blanca Sol (Mercedes Cabello de Carbonera, 2021)
- Oremus (Eva Canel, 2022)
- María Magdalena (Matilde Cherner, 2022)
- Diario (Marie Barshkirsteff, 2022)
- Memorias de la Rosa (Consuelo de Saint-Exupèry, 2023)
- El occiso (María Virginiga Estenssoro, 2023)
- Bananos y hombres (Carmen Lyra, 2024)
- Enheduanna. Ella habla y las ciudades se derrumban (Laura Rochera y Paco Moreno, 2024)
- Jenny (Sigrid Undset, 2024)